# Abraham III de Crète
Abraham III de Crète ou Kretac‘i (en arménien Աբրահամ Գ Կրետացի ; mort le 18 avril 1737) est Catholicos de l'Église apostolique arménienne de 1734 à 1737.

## Biographie
Abraham naît à une date inconnue à Héraklion en Crète d’un père arménien et d’une mère grecque. Il est évêque de Rodosto en Thrace pendant 25 ans de 1708 à 1734. Pendant cette période, il fait un pèlerinage de 2 ans à Jérusalem (1719-1721).
Le 27 avril 1734, il commence un voyage pour se rendre en Arménie. Après avoir visité le monastère Saint-Karapet au Taron, il se rend à Erevan puis à Etchmiadzin ; à cette époque, le Catholicos Abraham II de Khochab meurt et le clergé local, impressionné par sa piété et son érudition (il pratique en effet l’arménien, le turc et le grec), décide de l’élire comme Catholicos, malgré  ses protestations.
Cette nomination le 24 novembre 1734 reçoit bien entendu l’approbation de Jacob Djan, mélik arménien d’Erevan, et du nouveau pacha de la ville, Hadji Hussein, qui est heureux qu’un sujet ottoman occupe ce poste clef de la hiérarchie religieuse arménienne au moment où le conflit séculaire entre l’Empire ottoman et l’Iran, dont la puissance vient d’être restaurée par Nadir Khan, est sur le point de reprendre en Transcaucasie. Le futur Nadir Chah entreprend dès avril 1735 son offensive victorieuse vers Kars.
Le règne d’Abraham III est bref mais pendant cette période, il assiste à la sanglante défaite des Turcs dans la plaine d’Éghévard et il sait s’attirer les bonnes grâces du vainqueur dont il va à la rencontre et qu’il reçoit à Etchmiadzin. Il le rejoint ensuite à Tiflis et assiste même à son couronnement le 8 mars 1736 comme Chah d’Iran à Dhulqada, dans la plaine de Moghan, et il a le privilège de lui ceindre l’épée royale.
Abraham III obtient des avantages fiscaux du nouveau Chah et met à profit cette situation favorable pour restaurer les monastères arméniens. Il meurt le 18 avril 1737 à Etchmiadzin, où il est inhumé. Il a pour successeur Ghazar Ier de Djahouk (1737-1751).
Le Catholicos Abraham de Crète a laissé un récit de sa vie et de ses relations avec Nadir Chah, traduit en français par Marie-Félicité Brosset dès le XIXe siècle.

## Sources
- Marie-Félicité Brosset, Collection d’historiens arméniens, vol. 2, Saint-Pétersbourg, 1876, « Mon histoire et celle de Nadir, Chah de Perse, par Abraham de Crète, Catholicos », p. 259-338.
- (en) George A. Bournoutian, « The Chronicle of Abraham of Crete: Patmutiwn of Katoghikos Abraham Kretatsi », dans Armenian Studies Series, no 1.